# Església de l'Assumpció de Vistabella del Maestrat
L'església parroquial de l'Assumpció de la Mare de Déu de Vistabella del Maestrat (Alt Maestrat, País Valencià), sub invocatione Assumptionis Beatae Mariae Virginis, com era costum al segle xiii, és un temple religiós situat a la plaça de l'Església del municipi. Es tracta d'un dels millors temples d'un llarg episodi arquitectònic que es desenvolupa en l'arquitectura valenciana des de finals del segle xvi fins a mitjans del segle xvii, del qual són bon exemple les esglésies parroquials de Vilafranca, Traiguera, la Jana, Xert, Canet lo Roig, entre d'altres. En totes, el llenguatge i l'ordre renaixentista es combina amb solucions constructives de tradició gòtica, com la volta de creueria.

## Arquitectura
L'església és de tres naus, amb presbiteri, quedant la seva planta inscrita en un rectangle. Té una nau central i dos de laterals, de cinc trams, i l'últim de la central es tanca formant absis poligonal, darrere un deambulatori cobert amb volta de canó. Es cobreix amb voltes de creueria, que són simples en les naus laterals, i amb terceletes en la central i capelles de la capçalera, i amb terceletes, lligams i cadenes en l'absis. El deambulatori queda cobert en els seus tres trams per dues voltes de creixeria diferents (una trencada pel lucernari barroc, a manera transparent) i una volta de cassetons. Té la torre situada als peus, i dues capelles i sagristies en la capçalera. La portada principal es disposa a manera de façana retaule de tres pisos i s'alberga sota un nínxol que es tanca per un arc apuntat. La situada als peus i sota la torre queda protegida així mateix per un nínxol que es tanca per un arc de mig punt.
La torre campanar s'aixeca sobre l'angle sud-oest del cos principal. És de planta rectangular. Els seus paraments d'angle són prolongació dels murs lateral i frontal de l'edifici. Presenta un cos superior de campanes, rematat per àtic perimetral amb ampit amb pilastres. La fàbrica és de carreus a excepció del mur de l'evangeli.